# Lissaspis argentina
Lissaspis argentina là một loài tò vò trong họ Ichneumonidae.